# Coupe d'Allemagne de cyclisme sur route 2008
La Coupe d'Allemagne de cyclisme 2008 est la troisième édition de la Coupe d'Allemagne de cyclisme. Elle a eu lieu de mars à octobre 2008.

## Élites

### Hommes

#### Résultats
| Date                  | Course                            | Vainqueur        | Équipe           |
| --------------------- | --------------------------------- | ---------------- | ---------------- |
| 24 mars               | Tour de Cologne                   | annulé           |                  |
| 1er mai               | Grand Prix de Francfort           | Karsten Kroon    | Team CSC         |
| 12 mai                | Neuseen Classics                  | Steffen Radochla | Elk Haus-Simplon |
| 28 mai – 1er juin     | Tour de Bavière                   | Christian Knees  | Team Milram      |
| 7 juin                | Grand Prix de la Forêt-Noire      | Mathias Frank    | Gerolsteiner     |
| 27 juin               | Championnat d'Allemagne du clm    | Bert Grabsch     | Team High Road   |
| 29 juin               | Championnat d'Allemagne sur route | Fabian Wegmann   | Gerolsteiner     |
| 23-27 juillet         | Tour de Saxe                      | Bert Grabsch     | Team Columbia    |
| 3 août                | Sparkassen Giro Bochum            | Eric Baumann     | Team Sparkasse   |
| 20-24 août            | Rothaus Regio-Tour                | Björn Schröder   | Team Milram      |
| 29 août - 6 septembre | Tour d'Allemagne                  | Linus Gerdemann  | Team Columbia    |
| 7 septembre           | Vattenfall Cyclassics             | Robbie McEwen    | Silence-Lotto    |
| 14 septembre          | Tour de Nuremberg                 | André Greipel    | Team Columbia    |
| 3 octobre             | Münsterland Giro                  | André Greipel    | Team Columbia    |

#### Classement
1. Christian Knees, 172 pts
2. Fabian Wegmann, 151 pts
3. Gerald Ciolek, 124  pts
4. Linus Gerdemann, 124  pts
5. André Greipel, 121 pts
6. Erik Zabel, 115  pts
7. Stefan Schumacher, 115  pts
8. Bert Grabsch, 108  pts
9. Robbie McEwen, 105  pts
10. Eric Baumann, 95  pts

### Femmes

#### Résultats
| Date          | Course                            | Vainqueur         | Équipe                       |
| ------------- | --------------------------------- | ----------------- | ---------------------------- |
| 27 juin       | Championnat d'Allemagne du clm    | Hanka Kupfernagel | Itera World Sports Star Team |
| 29 juin       | Championnat d'Allemagne sur route | Luise Keller      | Team High Road Women         |
| 22–27 juillet | Tour de Thuringe                  | Judith Arndt      | Team High Road Women         |
| 3 août        | Tour de Bochum                    | Suzanne de Goede  | Nürnberger Versicherung      |
| 22-24 août    | Albstadt-Frauen-Etappenrennen     | Trixi Worrack     | Nürnberger Versicherung      |
| 14 septembre  | Tour de Nuremberg                 | Judith Arndt      | Team High Road Women         |

#### Classement
1. Judith Arndt, 153  pts
2. Trixi Worrack, 96 pts
3. Charlotte Becker, 72  pts
4. Luise Keller, 62  pts
5. Hanka Kupfernagel, 57  pts
6. Suzanne de Goede, 54  pts
7. Monica Holler, 50  pts
8. Angela Hennig, 46  pts
9. Kirsten Wild, 42  pts
10. Tina Liebig, 39  pts